# Communauté de communes du Vercors
Pour les articles homonymes, voir Vercors.
La communauté de communes du Vercors est une ancienne communauté de communes, située dans le département de la Drôme en région Auvergne-Rhône-Alpes. Créée officiellement fin 1995, elle recouvrait l'ensemble de l'ancien canton de La Chapelle-en-Vercors.

## Historique
La coopération intercommunale entre les cinq communes du canton de La Chapelle-en-Vercors a débuté en 1982 par la création d'une intercommunalité. Elle était compétente sur le collège, l'habitat ou encore l'école de musique. Cette intercommunalité devient communauté de communes en 1995,.
Le schéma départemental de coopération intercommunale de 2011 prévoyait la fusion avec la communauté de communes Le Pays du Royans. Un amendement, adopté, proposait le maintien en l'état de la communauté de communes.
À la suite de la loi no 2015-991 du 7 août 2015 portant nouvelle organisation territoriale de la République, dite loi NOTRe, les intercommunalités doivent atteindre une population municipale de 15 000 habitants, avec des dérogations, sans pour autant descendre en dessous de 5 000 habitants. Avec 2 083 habitants en 2012, la communauté de communes du Vercors ne peut plus se maintenir. Il était proposé la fusion avec les communautés de communes Le Pays du Royans et du Massif du Vercors, cette dernière étant située dans le département limitrophe de l'Isère.
Un amendement, déposé devant la commission départementale de coopération intercommunale de la Drôme le 22 mars 2016, proposait cette fusion en deux temps : pour 2017, des deux intercommunalités drômoises (Vercors et Le Pays du Royans), en maintenant la CC du Massif du Vercors en l'état, puis pour 2018, la fusion avec la CC iséroise.
L'amendement étant adopté, la communauté de communes du Vercors fusionnera avec la CC Le Pays du Royans au 1er janvier 2017. Avec une population toutefois inférieure à 10 000 habitants, cette nouvelle intercommunalité répond aux critères de l'article 33 de la loi NOTRe, d'autant plus que toutes les communes sont classées en zone de montagne.
La communauté de communes du Vercors fusionne avec la communauté de communes Le Pays du Royans pour former la communauté de communes du Royans-Vercors au 1er janvier 2017.

## Territoire communautaire

### Géographie
La communauté de communes du Vercors était située à l'est du département de la Drôme.
Elle regroupait cinq communes qui appartenaient à l'ancien canton de La Chapelle-en-Vercors jusqu'en mars 2015. À la suite du redécoupage des cantons du département, elles ont été rattachées au canton de Vercors-Monts du Matin.

### Composition
Elle était composée en 2016 des cinq communes suivantes :
| Nom                            | Code Insee | Gentilé         | Superficie (km2) | Population (dernière pop. légale) | Densité (hab./km2) |
| ------------------------------ | ---------- | --------------- | ---------------- | --------------------------------- | ------------------ |
| La Chapelle-en-Vercors (siège) | 26074      | Chapelains      | 45,27            | 670 (2014)                        | 15                 |
| Saint-Agnan-en-Vercors         | 26290      | Saint-Agnanais  | 84,21            | 396 (2014)                        | 4,7                |
| Saint-Julien-en-Vercors        | 26309      | Saint-Julienois | 18,47            | 249 (2014)                        | 13                 |
| Saint-Martin-en-Vercors        | 26315      | Saint-Martinois | 27,13            | 404 (2014)                        | 15                 |
| Vassieux-en-Vercors            | 26364      | Vassivains      | 48,25            | 328 (2014)                        | 6,8                |

### Démographie
| 1968  | 1975  | 1982  | 1990  | 1999  | 2008  | 2013  |
| ----- | ----- | ----- | ----- | ----- | ----- | ----- |
| 1 886 | 1 744 | 1 768 | 1 731 | 1 843 | 1 983 | 2 086 |

## Organisation

### Siège
Le siège de la communauté de communes était situé à La Chapelle-en-Vercors, Maison du Paysan et du Vercors, Avenue des Grands Goulet.

### Élus
La communauté de communes était gérée par un conseil communautaire composé de vingt membres représentant chacune des communes membres.
Ils étaient répartis comme suit :
| Nombre de délégués | Communes                                        |
| ------------------ | ----------------------------------------------- |
| 5                  | La Chapelle-en-Vercors                          |
| 4                  | Saint-Agnan-en-Vercors, Saint-Martin-en-Vercors |
| 3                  | Saint-Julien-en-Vercors, Vassieux-en-Vercors    |

À la suite des élections municipales de 2014 dans la Drôme, le conseil communautaire a élu son président, Pierre-Louis Fillet, maire de Saint-Julien-en-Vercors, et désigné ses cinq vice-présidents qui étaient :
1. Francis Chevreux (premier adjoint à Saint-Agnan-en-Vercors) ;
2. Christophe Morini (maire de Saint-Agnan-en-Vercors) ;
3. Monique Blanc (première adjointe à La Chapelle-en-Vercors) ;
4. Bertrand Vaussenat (deuxième adjoint à La Chapelle-en-Vercors) ;
5. Claude Vignon (maire de Saint-Martin-en-Vercors).

### Liste des présidents
| Période                                  | Période | Identité            | Étiquette | Qualité |
| ---------------------------------------- | ------- | ------------------- | --------- | --- |
| Les données manquantes sont à compléter. |         |                     |           | |
| 2010                                     | 2016    | Pierre-Louis Fillet | SE        | Directeur du Musée de la résistance de Vassieux Maire de Saint-Julien-en-Vercors (2008 → ) Président de la communauté de communes du Royans-Vercors (2017 → ) |

### Compétences
L'intercommunalité exerçait les compétences qui lui avaient été transférées par les communes membres, dans les conditions déterminées par le code général des collectivités territoriales.
Selon ses statuts, la Communauté de communes du Vercors mettait en œuvre ou soutenait toute action assurant la promotion et le développement du canton, dans le respect de son environnement. Elle garantissait le maintien et assurait l’amélioration de services de qualité (services publics, services au public, services touristiques, logement) afin de permettre la stabilisation de la population permanente et d’assurer sa progression. Elle protègeait et valorisait le patrimoine naturel et l’identité culturelle du Vercors Drômois, qui constituaient ses atouts majeurs de développement.
À ce titre, elle organisait des foires et autres manifestations populaires telles que La Fête du Bleu en 2012.

### Régime fiscal et budget
La communauté de communes était un établissement public de coopération intercommunale à fiscalité propre.
Afin de financer l'exercice de ses compétences, la communauté de communes percevait une fiscalité additionnelle aux impôts locaux des communes, sans fiscalité professionnelle de zone (FPZ ) et sans fiscalité professionnelle sur les éoliennes (FPE).
Elle percevait également une redevance d'enlèvement des ordures ménagères (REOM), qui finançait le fonctionnement de ce service public.